# Киевский переулок (Чернигов)
Киевский переулок (до 2024 года — улица Довженко) (укр. Київський провулок) — улица в Деснянском районе города Чернигова. Пролегает от улицы Сосновая до улицы Киевская, исторически сложившаяся местность (район) Берёзки.
Примыкает Сосновый переулок.

## История
Халявинская улица — в честь села Халявин, расположенного севернее Чернигова — была проложена в 1930-е годы и застроена индивидуальными домами. 
В 1960 году Халявинская улица переименована на улица Довженко — в честь украинского советского кинорежиссёра, писателя, кинодраматурга Александра Петровича Довженко.
С целью проведения политики очищения городского пространства от топонимов, которые возвеличивают, увековечивают, пропагандируют или символизируют Российскую Федерацию и Республику Беларусь, 8 февраля 2024 года улица Толстого была переименована на улицу Александра Довженко и в свою очередь, во избежание дублирования наименований улиц, улица Довженко была преобразована в переулок под современным названием — из-за примыкания к Киевской улице, согласно Решению Черниговского городского совета № 37/VIII-21 «Про переименование улиц в городе Чернигове» («Про перейменування вулиць у місті Чернігові»).

## Застройка
Улица пролегает в северо-западном направлении. Парная и непарная стороны улицы заняты усадебной застройкой.
Учреждения: нет